# Ebo iviei
Ebo iviei is een spinnensoort in de taxonomische indeling van de renspinnen (Philodromidae).
Het dier behoort tot het geslacht Ebo. De wetenschappelijke naam van de soort werd voor het eerst geldig gepubliceerd in 1972 door Sauer & Norman I. Platnick.